# Cryptovalsa macrospora
Cryptovalsa macrospora är en svampart som först beskrevs av Pier Andrea Saccardo, och fick sitt nu gällande namn av Traverso ex Sacc. 1905. Cryptovalsa macrospora ingår i släktet Cryptovalsa, klassen Sordariomycetes, divisionen sporsäcksvampar och riket svampar.   Inga underarter finns listade i Catalogue of Life.